# La Esmeralda

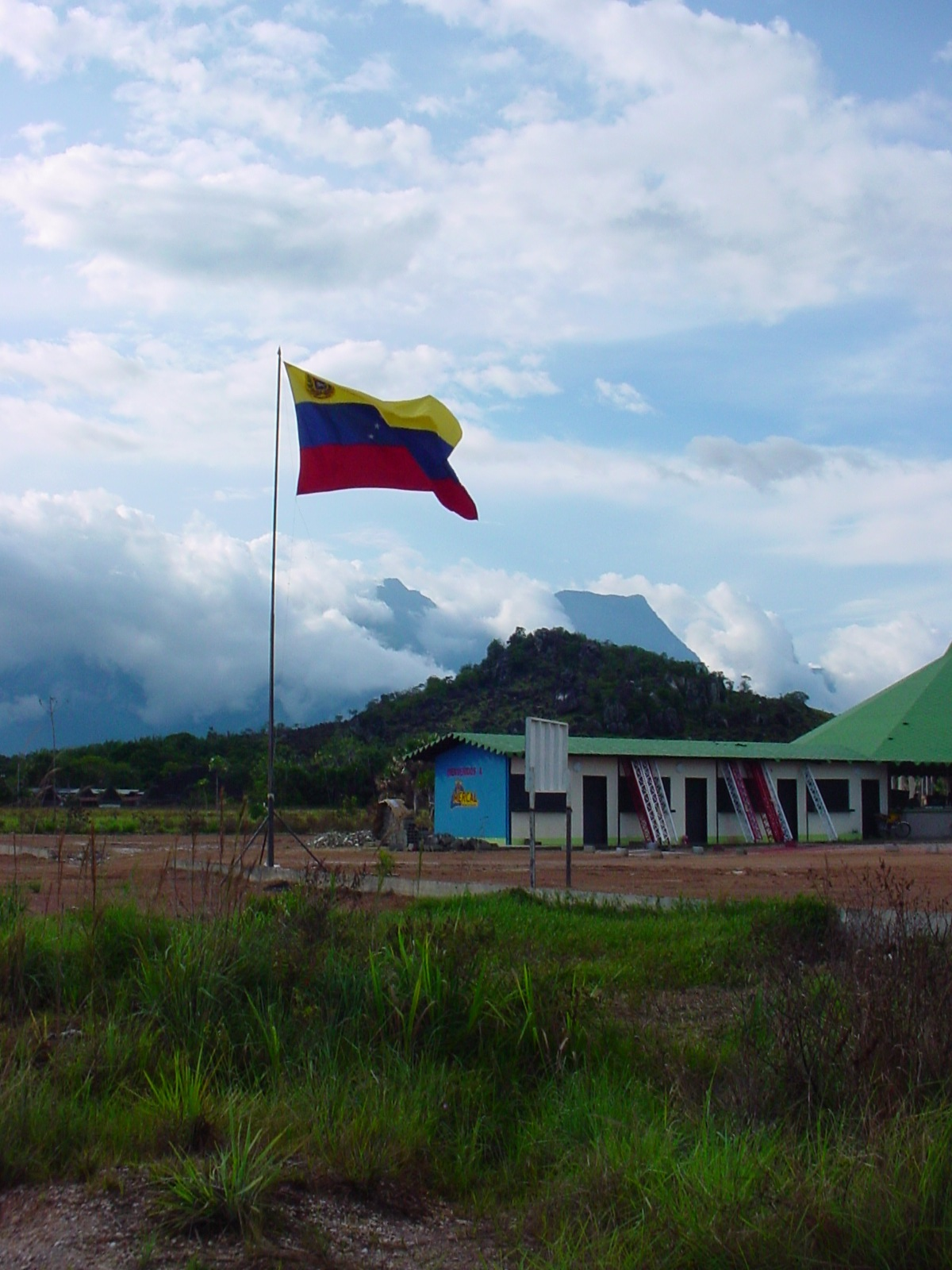
Posto militar de La Esmeralda Mercal.

La Esmeralda é um pequeno povoado situado nas margens do rio Orinoco no estado venezuelano de Amazonas. O povoado tem cerca de uma centena de residências, duas escolas, um pequeno aeródromo, um porto fluvial e um posto militar do Exército da Venezuela.
La Esmeralda é a capital administrativa do município de Alto Orinoco.

## Canal do Cassiquiare
Em suas proximidades, a cerca de 32 km a jusante da povoação de La Esmeralda, há uma bifurcação fluvial na margem esquerda do rio Orinoco que forma o rio Cassiquiare.
O rio Cassiquiare tem 326 km de comprimento e segue em direção ao sudoeste até a margem direita do rio Negro, afluente do rio Amazonas, nas imediações do pequeno porto de Solano, a jusante da cidade venezuelana de San Carlos de Río Negro na fronteira entre a Venezuela e a Colômbia.
A região venezuelana em torno do Cassiquiare foi designada em 1992 como Reserva da Biosfera Alto Orinoco-Casiquiare e integrada no ano de 1993 no sistema de reservas de relevância mundial da UNESCO designado por Man and Biosphere Programme (MAB Programme). A reserva, localizada entre as coordenadas 00° 30' a 04° 40' N e 62° 45' a 66° 34' W, ocupa um território com 82 662 km², coberto maioritariamente por floresta tropical úmida com uma biodiversidade extraordinária, que se desenvolve entre os 100 m de altitude na região do Cassiquiare e os 3 000 m no Cerro Marahuaca. Para além dos objetivos de conservação da natureza, a Reserva Alto Orinoco-Casiquiare pretende manter intacto o território ancestral dos povos ameríndios Yanomami e Ye’kwana, os quais constituem cerca de 10% dos seus 150 000 habitantes (1991). Uma das principais ameaças à conservação da natureza na região vem da mineração ilegal de ouro, por vezes utilizando compostos tóxicos, entre os quais sais de mercúrio.

### A descoberta do Cassiquiare
Terá sido o navegador espanhol Francisco de Orellana quem, no ano de 1535, foi o primeiro europeu a dar notícia da existência no interior do continente sul-americano de guerreiras amazonas e de grandes rios aparentemente interligados por um grande lago sito sob a linha do equador, que seria denominado lago Manoa ou lago de Parimé, nas proximidades do qual ficaria o mítico El Dorado. Orellana, apesar de ter sido o primeiro europeu a navegar do Orinoco ao Amazonas, evidentemente não se apercebeu da incomum configuração do canal Cassiquiare.
Mais tarde, sir Walter Raleigh, na sua expedição de 1596 pelo Orinoco em busca do El Dorado, recolheu informações entre os nativos sobre a interligação, que atribuiu à existência de um grande lago que poderia ser ou não o próprio Rio Amazonas, informação que disseminou nos seus relatos de viagem e acabou também por se difundir pela generalidade das publicações geográficas da época que também sugeriam a existência de outra ligação da bacia do Prata com o Amazonas. A existência de um lago na região ainda constava dos mapas utilizados pela expedição de Alexander von Humboldt no início do século XIX.
Mesmo depois da expedição de von Humboldt, o famoso cartógrafo britânico John Arrowsmith continuou a incluir o lago Manoa nas suas afamadas cartas das Américas, representação que pode ser interpretada como sendo um levantamento cartográfico desenhado numa época de cheia prolongada com inversão do curso dos rios, ou um simples recurso cartográfico para acomodar a existência ali de regiões pantanosas e pouco conhecidas.
A primeira tentativa de descrição completa do canal, e não lago, a aparecer na Europa deve-se a um relato feito em 1639 pelo padre jesuíta Cristóbal de Acuña, o qual circulou pelos meios cultos, em particular pelos ligados à Companhia de Jesus, merecendo porém pouca credibilidade já que uma hipotética bifurcação fluvial de tal magnitude parecia insustentável pluviometricamente e era considerada improvável e antinatural.
Apesar das notícias que circulavam sobre o canal, a primeira descrição fidedigna e testemunhal da sua existência surge apenas em 1744, quando o sacerdote jesuíta Manuel Román, ao subir o curso do rio Orinoco, encontrou um grupo de caçadores de escravos portugueses, originários de um povoado sito nas margens do Rio Negro, que também teriam ali chegado subindo, obviamente na direcção contrária, um rio. Espantado com a continuidade entre as bacias hidrográficas que tal implicava, o padre Román acompanhou-os ao longo do Cassiquiare até ao rio Negro, regressando depois pela mesma via ao Orinoco.
A notícia da descoberta chegou alguns meses mais tarde ao conhecimento de Charles Marie de La Condamine, que pouco depois apresentou perante a Académie Française uma descrição da extraordinária viagem do padre Manuel Román, confirmando assim a existência do canal. Contudo, apesar do prestígio de La Condamine, pouco crédito foi dado ao relato, manifestando-se a maioria dos académicos europeus pela impossibilidade da existência de tão estranho canal.
A existência do canal Cassiquiare apenas foi considerada como verdadeira quando o mesmo foi visitado em 1756 pela Comissão de Demarcação espanhola, criada na sequência do Tratado de Madrid de 13 de Janeiro de 1750 para fixar a fronteira entre as possessões portuguesas e espanholas nas bacias do Orinoco e do Amazonas. Esta Comissão, capitaneada por José de Iturriaga, percorreu demoradamente a região fornecendo provas irrefutáveis da existência do Cassiquiare.
Pouco depois, a 10 de Maio de 1800, o explorador alemão Alexander von Humboldt e o botânico francês Aimé Bonpland atingem a desembocadura do Cassiquiare no rio Negro e exploraram detalhadamente o rio. Na ocasião procedem ao levantamento do seu curso recorrendo à fixação das suas coordenadas através de observações astronômicas. Em resultado dessas observações foi publicado em 1812 um mapa detalhado da área (imagem à direita), estabelecendo com relativa precisão o curso do canal e os seus pontos de inserção nos rios Orinoco e Negro. Estava definitivamente encerrada a polêmica sobre a ligação entre os rios amazônicos.

## História de La Esmeralda
O sargento Francisco Fernández de Bobadilla fundou o povoado de La Esmeralda em 1758.
Alexander von Humboldt e Aimé Bonpland visitaram o pequeno povoado em sua viagem pela Venezuela em 1800. Humboldt descreveu com detalhes a localidade em sua obra "Viagem às Regiões Equinociais".

### Geografia
La Esmeralda se encontra no município de Alto Orinoco no estado de Amazonas às margens do rio Orinoco. Ao Norte dela se acha o cerro El Duida, que faz parte da Serra Parima, com uma altura máxima de 2700 metros sobre o nível do mar.

### População
Pelo Censo de 2011 teria uma população de 12.744 habitantes.

### Transporte
O aceso a esta localidade pode ser complexo devido a sua localização geográfica, por isso é que a sua principal forma de transporte é por via aérea e também fluvial através das águas do rio Orinoco.

### Educação
Há duas escolas públicas: a "Escuela La Esmeralda" e a Unidade Educativa Cardeal José Humberto Quintero.